# Two Stage Sisters
Two Stage Sisters (舞臺姐妹T, 舞台姐妹S, Wǔtái JiěmèiP), conosciuto anche con il titolo Stage Sisters, è un film del 1964 diretto da Xie Jin
Pellicola prodotta dalla Shanghai Tianma Film Studio, interpretata da Xie Fang e Cao Yindi, girata poco prima della Rivoluzione Culturale, racconta la storia di due donne dell'opera di Shaoxing dalla stessa compagnia teatrale che finiscono per prendere percorsi molto diversi nella loro vita. Il film comincia nel 1935 e termina nel 1950, appena dopo la fondazione della nuova Cina.
A differenza di molti film cinesi del suo periodo, che erano adattamenti di opere drammatiche e letterarie accettati e ben noti, il film si basa su una sceneggiatura originale.

## Trama
Nel 1935, Zhu Chunhua, una tongyangxi (moglie bambina), scappa rifugiandosi in una troupe teatrale itinerante della Yue Opera, in scena nel villaggio di Shaoxing. Il capo della compagnia, A'Xin, intende mandare via la ragazza, ma l'insegnante Yue Xing, vedendo potenziale in lei, prende Chunhua come discepola, allenandola. Chunhua firma un accordo con la troupe e diventa la partner della performance (nel ruolo dan, nell'opera cinese).
Un ricco padrone feudale, di nome Ni, invita Chunhua e Yuehong a cantare a casa sua in privato quando la troupe raggiungerà la sua provincia. Egli si interessa a Yuehong; tuttavia, Yuehong e il padre disprezzano il suo interesse e, di conseguenza, le forze dell'ordine del Kuomintang prendono in custodia Yuehong un giorno, durante una performance. Anche Chunhua viene arrestata e legata ad un palo per giorni come umiliazione pubblica. I due vengono rilasciati dopo che Xing e A'Xin pagano una tangente alla polizia del Kuomintang.
Durante la Seconda guerra sino-giapponese, Yuehong, Chunhua e la troupe affrontano tempi difficili; nel 1941, l'insegnante Xing muore per malattia e la troupe del maestro A'Xin vende due dei migliori teatranti a Tang, un manager dell'opera teatrale di Shanghai, per tre anni di contratto. Yuehong e Chunhua, ora sorelle giurate, diventano rapidamente le più grandi stelle di Tang, il quale lascerà la sua star, nonché amante, Shang Shuihua.
Tre anni dopo, Yuehong e Chunhua sono ormai conosciute e famose in città; ma mentre Chunhua rimane umile, Yuehong, sull'onda del successo, diventa costantemente più materialista. Stanca di dover cantare l'opera a vita, Yuehong accetta sconsideratamente la proposta di Tang, ma Chunhua diffida di lui e si rifiuta di sostenere i piani di matrimonio di Yuehong. All'insaputa di Yuehong, Tang ha già una moglie, usando Tang come amante.
L'ex stella dell'opera, Shang, si suicida impiccandosi nel backstage e Chunhua accusa Tang, il suo ex amante, di sottrarsi alle sue responsabilità ma quest'ultimo sostiene che non ha nulla a che fare con la sua morte. Dopo questo episodio, Chunhua conosce la giornalista Jiang, che le consiglia di diventare una teatrante del movimento progressista, politicamente attivo contro il regime del Kuomintang, mostrando al pubblico la differenza tra verità e menzogna. La prima opera recitata secondo questi canoni sarà l'adattamento alla novella di Lu Xun, Il sacrificio di capodanno.
Le opere di Chunhua mettono in allerta il regime del Kuomintang, che affida a Tang il compito di rovinare la reputazione di Chunhua. Riescono a minacciare A'Xin, il quale presenterà causa contro Chunhua e il direttore Tang costringe Yuehong a testimoniare a sua volta contro Chunhua, ma nel momento cruciale, Yuehong sviene in aula.
Il film finisce nel 1950, un anno dopo l'insediamento della Repubblica Popolare Cinese. Chunhua si prepara per eseguire The White-Haired Girl per il suo pubblico, nelle campagne dello Zhejiang. Tang scappa a Taiwan con il Kuomintang e Yuehong si rifugia in solitudine nella provincia dello Shaoxing, provando troppa vergogna nel caso dovesse ritrovarsi con la sua sorella giurata. Nei pressi di una banchina il giorno dopo, però, le sorelle si ritrovano. Sulla barca il giorno successivo, Yuehong giura di aver imparato la lezione e di voler percorrere la strada giusta, mentre Chunhua dedicherà il resto della sua vita all'esecuzione di opere rivoluzionarie e propagandistiche.

### Personaggi
- Zhu Chunhua (竺春花), la protagonista, teatrante della Yue Opera. Originariamente una tong yang xi, viene adottata dalla compagnia perché eccelleva nel ruolo dan. Diventerà una teatrante per il movimento progressista eseguendo opere propagandistiche e rivoluzionarie.
- Xing Yuehong (邢月红), figlia del maestro Xing. Interpreta le parti maschili (xiaosheng). Forzata dal manager Tang ad abbandonare la sua arte, abusata dallo stesso, finirà per ritrovarsi con la sua sorella giurata, Chunhua.
- Maestro Xing (邢师傅), padre di Yuehong e insegnante della Yue Opera.
- Jiang Bo (江波), la giornalista del movimento progressista.
- Xiaoxiang (小香), memento della troupe, interpreta un ruolo di supporto. Tornerà con Chunhua.
- Jinshui (金水), marito di Xiaoxiang e membro della troupe.
- Shang Shuihua (商水花), la stella morente dell'opera di Shanghai, amante del manager Tang, che la tradisce. Si impiccherà a causa delle ingiustizie subite.
- Qian Dakui (钱大奎), teatrante.
- Yu Guiqing (俞桂卿), teatrante.
- Chunhua bambina (小春花), tongyangxi
- Manager Tang (唐经理), manager senza scrupoli che possiede Shangh e Yuehong come amanti.
- A'xin il monaco (和尚阿鑫), il gestore della troupe, persona non molto educata che farebbe tutto per soldi.
- Signora Shen (沈家姆妈), una ricca ereditiera che cerca di adottare Chunhua per salvarla dai suoi rapporti lavorativi col manager Tang.
- Primo maestro Ni (倪三老爷), un proprietario feudale che cerca di prendere Yuehong per favori sessuali.
- Commissario Pan (潘委员), ufficiale del Kuomintang, che ha lo scopo di rovinare la reputazione di Chunhua.

## Produzione
Two Stage Sisters dimostra il vivo interesse di Xie per l'arte tradizionale dell'opera cinese, che aveva studiato durante l'occupazione giapponese presso la Jiangen Drama Academy. Aveva poi lavorato con professionisti lirici noti come Huang Zuoling e Zhang Junxiang. Il film è stato uno dei pochi film della Repubblica Popolare Cinese caratterizzati da una sceneggiatura del tutto originale, piuttosto che un adattamento dalla letteratura o teatro.
A differenza di Addio mia concubina (1993) di Chen Kaige, che raffigura l'Opera di Pechino, la troupe Yue in Two Stage Sisters è una compagnia tutte-femmine; Yuehong interpreta il ruolo xiaosheng.

## Restauro
Nel 2014, il film ha subito un restauro di sei mesi, presso L'Immagine Ritrovata della Cineteca di Bologna. Il film restaurato fu presentato allo Shanghai International Film Festival al Daguangming Grand Theatre della città.